# Striga hallaei
Striga hallaei ist eine Pflanzenart aus der Gattung Striga in der Familie der Sommerwurzgewächse (Orobanchaceae).

## Beschreibung
Striga hallaei ist eine 30 bis 60 cm hoch werdende, aufrecht wachsende, schlanke, unverzweigte, fein behaarte, parasitäre, einjährige Pflanze. Der Stängel ist undeutlich viereckig. Die Blätter sind 40 bis 70 × 12 (selten bis 30) mm groß, elliptisch geformt, kurz gestielt, grob gezähnt und mit drei Adern durchzogen. Sie stehen gegenständig und sind kürzer als die Internodien.
Die Blüten stehen wechselständig in einem offenen traubenförmigen Blütenstand, der kürzer als der vegetative Spross ist. Die Blüten werden von je zwei Tragblättern begleitet, die unteren Tragblätter sind 8 bis 20 × 5 mm groß, laubblattartig, nach oben hin werden die Tragblätter reduzierter. Alle Tragblätter sind jedoch länger als der Kelch.
Der Kelch ist fünfgerippt und 6 bis 7 mm lang. Die Kelchröhre hat eine Länge von 2 mm und ist mit fünf gleich geformten, linealisch bis lanzettlichen, 4 bis 5 mm langen Zipfeln besetzt. Die Kelchzipfel sind damit doppelt so lang wie die Kelchröhre. Die Krone ist lachsfarben gefärbt. Die Kronröhre hat eine Länge von 22 bis 25 mm, ist gebogen, oberhalb des Kelchs erweitert und dicht feinhaarig besetzt. Die Lappen der Unterlippe haben eine Größe von 17 × 30 mm und sind breit gerundet. Die Oberlippe ist 12 × 15 mm breit, eingekerbt und nach hinten umgebogen.

## Vorkommen
Striga hallaei kommt in Gabun und der DR Kongo vor und wächst dort auf Lichtungen in Regenwäldern.